# Batalla de Kojima
La batalla de Kojima fou una batalla de les Guerres Genpei a l'acabement de l'era Heian de la història del Japó, en 1184.

## Antecedents
Les Guerres Genpei començaren quan Minamoto no Yorimasa, líder del clan, va fer costat a un candidat diferent dels dels Taira per al tron imperial. La batalla d'Uji, ocorreguda als afores de Kioto, va ser el començament d'una guerra de cinc anys que es va desenvolupar al llarg de tres etapes configurades al voltant de tals conflictese: la primera etapa (juny de 1180) va estar centrada en la crida a les armes per part de Yorimasa per a recuperar per a Mochihito el tron imperial que havia quedat en mans d'Antoku, net de Taira no Kiyomori. Aquesta rebel·lió va ser sufocada ràpidament pels Taira pocs dies després. La segona etapa (setembre de 1180), mort Yorimasa, va estar protagonitzada pel seu successor, Minamoto no Yoritomo, i es va estendre fins a mitjans de 1181, quan es va proclamar un alto el foc forçat per una passa de fam a tot el país que durava ja dos anys. La tercera i última etapa de la guerra es va iniciar a començaments de 1183.
Vencedor sobre el Clan Taira de Ichi-no-Tani, Minamoto no Noriyori va tornar a Kamakura i després de descansar va marxar per terra l'octubre a conquerir l'estret de Shimonoseki, sent hostilitzat pels Taira, que dominaven el mar.

## Batalla
En camí a Yashima Minamoto no Noriyori s'enfrontà i derrotà els seus enemics en batalla a Kojima, on Taira no Kiyomori decidí fer front a Minamoto. L'atac fou dirigit per Sasaki Moritsuna, qui creuà nadant amb el seu cavall per un estret estret entre Kojima i Honshū.

## Conseqüències
La guerra va acabar amb la victòria del clan Minamoto a la batalla naval de Dan-no-ura de 1185, fet que marca el final de l'era Heian i l'inici del període Kamakura, cosa que suposa la transició japonesa de l'època clàssica a l'època feudal.